# قصری روی چرخ

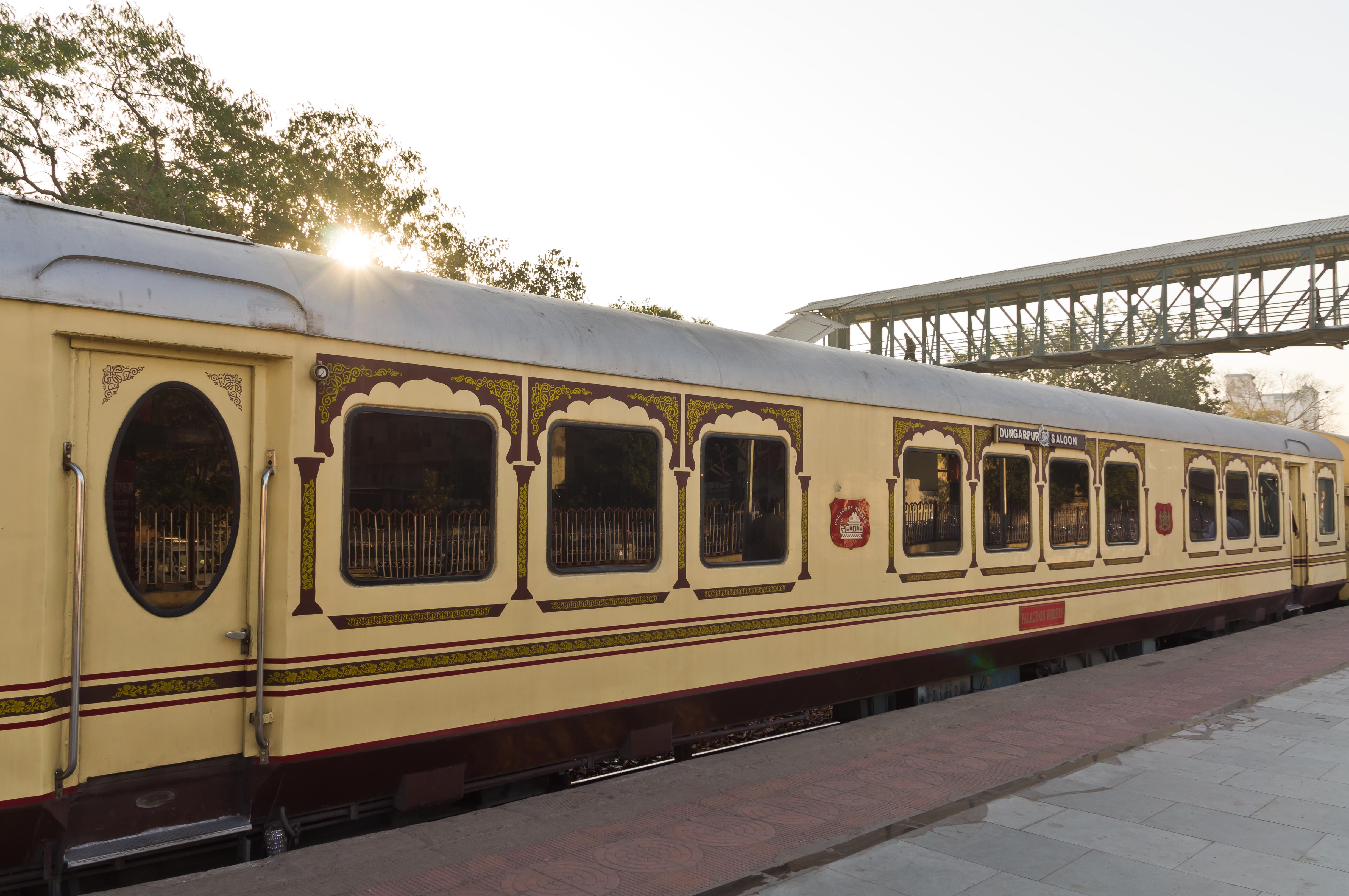
نمایی از قطار توریستی قصری روی چرخ در هندوستان - ۲۰۱۱

قصری روی چرخ (به انگلیسی: Palace on Wheels) یک قطار توریستی مشهور در هندوستان است.

## تاریخچه
واگنهای این قطار در اصل برخی متعلق به شاهزاده ایالت «راجپوتانا» و «گجرات»، برخی متعلق به والی «حیدرآباد» و تعدادی نیز بازمانده قطار شخصی نایب السلطنه انگلستان در هند است. این واگنها همگی تا ۲۵ سال پس از استقلال هند، در مکان‌های جداگانه نگهداری می‌شده‌اند و متعلق به بازماندگان مالکینشان بوده‌اند. در سال‌های ۱۹۸۲ و ۱۹۸۱ اداره گردشگری ایالت راجستان با تعمیر و تملک آن‌ها قطار توریستی ای را راه‌اندازی نمود و نام قصری روی چرخ را برآن نهاد. این قطار از اکتبر ۱۹۸۲ با چهارده واگن آغاز به کار نمود.

## ناوگان
در بازسازی‌های سال‌های ۱۹۹۱ و ۱۹۹۵ قطار به سیستم تهویه مطبوع و وسایل مخابراتی پیشرفته مجهز شد. امروزه این قطار به عنوان یکی از ده قطار مجلل دنیا شناخته می‌شود. بوفه، آبدارخانه، کتابخانه، و دو رستوران مجزا بخشی از این ناوگان می‌باشند. رام قطار از چهارده واگن با ارتباط داخلی تشکیل شده و هریک از این واگنها شامل چهار کوپه دو نفره با توالت و حمام اختصاصی بوده و به نام یکی از حاکم نشینهای هندوستان نامیده می‌شوند. تزئینات هر واگن منطبق بر آداب و سنن همان حاکم‌نشین تدارک دیده شده‌اند.

## گشت
گشت هشت روزه این قطار شامل بازدید از جاذبه‌های تاریخی و حیات وحش است.